# Viborg, Ryssland
För andra betydelser, se Viborg.
Viborg (rikssvenskt uttal: [ˈvǐːbɔrj] ( lyssna); finska: Viipuri, finskt uttal: [ˈʋiːpuri]; ryska: Вы́борг, tr. Výborg, IPA: [ˈvɨbərk]; tyska: Wiborg, tyskt uttal: [ˈviːbɔʁk]) är en stad i Leningrad oblast, Ryssland på Karelska näset, vid Finska viken. I staden bodde 72 530 invånare 2021.
Staden, som tidigare har tillhört Sverige och Finland, präglas mycket av äldre svensk och finländsk arkitektur, vilken dock ofta är sliten och flagnande. Ett exempel är Viborgs bibliotek, som dock renoverades 2013. Stadens finländska befolkning flydde västerut 1940 och 1944 och staden var i många år märkt av andra världskriget. Under sovjetisk tid var det svårt för icke-sovjetmedborgare att få besökstillstånd, men efter 1990 har den blivit en omtyckt turistort för finländare.

## Historia
Viborg grundades 1293, när svensken Torgils Knutsson lät uppföra en borg på en liten holme i det innersta hörnet av Viborgska viken, invid en gammal karelsk bosättning och handelscentrum från 900-talet. Inte långt efter slottets anläggning uppstod troligen en köping i dess närhet (det så kallade Gamla Viborg på det 1 1/2 km norr om slottet belägna Monrepos ägor). Under 1300-talet talas om staden Viborg, men den erhöll egentlig stadsrätt först 1403 och låg säkerligen på sin nuvarande plats söder om slottet. Viborgs slott blev stödjepunkten för det svenska väldet i dessa trakter och var under århundraden rikets främsta värn mot Ryssland; det var under den senare medeltiden rikets främsta fästning näst efter Stockholm. Under medeltiden hade Viborgs slottslän och dess befälhavare en särskild status inom rikets administration, något som liknade pfalzstatus, palatinatet. De geografiska betingelserna för städer som Viborg vid östgränsen och Lödöse vid västgränsen i det svenska riket gjorde att dessa två städer många gånger var självsvåldiga i beslut, på grund av att centralmakten fanns för långt borta, då snabba beslut för rikets säkerhet skulle tas. Bland de mäktiga hövitsmän som innehade Viborgs hus och som genom sin administrativa myndighet och avståndet från huvudstaden var nästan oberoende, kan nämnas Bo Jonsson Grip, Kristiern Nilsson (1417–1442), Karl Knutsson (1442–1448), före sin tronbestigning, Erik Axelsson (1457–1481), Knut Jönsson Posse (1495–1497), som slog tillbaka ryssarnas stormning den 30 november 1495 och blivit ryktbar för den "viborgska smällen", samt Sten Sture den äldre (1497–1499).
Sannolikt under Erik Axelsson Totts tid, på 1470-talet, började staden omges med murar. Viborg kom att likna Visby med sin stadsmur, två predikarordnar (dominikaner 1392 och franciskaner i början av 1400-talet), slott (Torgils Knutssons borg) och domkyrka (fast det blev den officiellt år 1554 då Viborgs stift grundades) vid gränsen till stadsrepubliken Novgorod och senare Ryssland. Det var en viktig handelsort för Östeuropahandeln (genom Hansan, med tjära som främsta exportvara), expansionspolitik och den västerländska kristendomens yttersta post, med en talrik mångkulturell befolkning som talade svenska, finska, ryska och tyska.

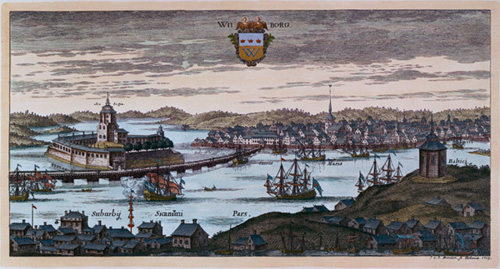
Viborg under den svenska tiden, omkring år 1709.

Befästningsarbetena fortsattes ända till dess riksgränsen genom Stolbovafreden 1617 flyttades längre åt öster. Erik XIV påbörjade och Johan III fullbordade en befästningsfyrkant åt ryska sidan, den så kallade Ny-befästningen eller I-vallen, inom vilken en stor mängd borgare bosatte sig och vilken under 1600-talet jämte Siikaniemi (norra förstaden) och Pantsarlaks liksom den egentliga staden räknades till kommunen. Johan III anlade även ett blockhus på Siikaniemi och 1588 börjades uppförandet av en bastion enligt italienskt maner. År 1594 härjades Viborg av en ödeläggande eldsvåda som till och med skadade fästningsverken. Sedan hertig Karl 1599 intagit Viborg blev det åter fart i befästningsarbetena både kring staden och vid slottet och 1604 var anläggningen "i full defension", men så vidlyftig att 6 000–7 000 mans besättning krävdes.
Sedan Sverige erövrat Kexholm och Nöteborg förlorade Viborg i militär betydelse och dess befästningar underhölls sedermera blott nödtorftigt; under stadens reglering, anbefallen av Per Brahe d.y. och från 1639 utförd av ingenjör Anders Torstensson, fick de till och med förfalla. År 1653 brann Viborg än en gång. År 1676 iståndsattes såväl stadsbefästningen som slottsvallen och 1681 bestämdes att I-vallen skulle förstärkas och förses med flera verk mot sjön. År 1694 var befästningarna så förfallna att man med häst och släde kunde köra in genom rämnorna i mur och vall. Först 1703 fick Viborg emellertid egen fortifikationsstat och från 1704 började förstärkningsarbeten enligt Lorentz Kristoffer Stobées ritningar att utföras.

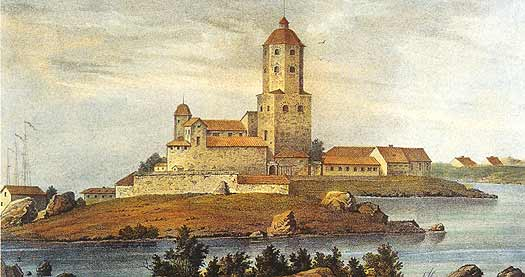
Viborgs slott 1840.

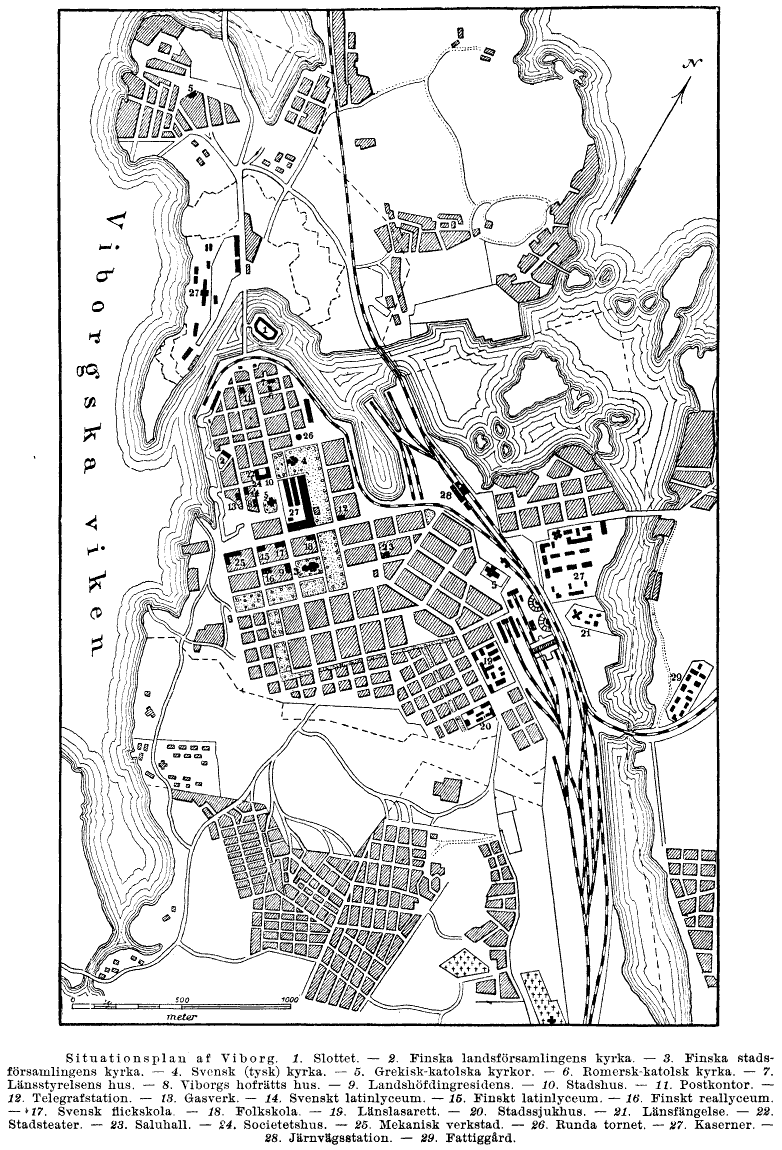
Karta över Viborg under tidigt 1900-tal.

### Rysk tid
Viborg blev ryskt under det stora nordiska kriget. Efter att segerrikt ha utstått flera belägringar (1411, 1495, 1555, 1556 och 1706) erövrades staden och slottet av ryssarna den 13 juni 1710 genom kapitulation efter en belägring som varat från den 22 mars och varunder staden och slottet försvarats av Magnus Stiernstråle. År 1711 hotades Viborg av svenskarna, men vid freden i Nystad 1721 tillföll staden Ryssland. I stället för de förstörda Siikaniemi och Pantsarlaks uppstod under 1700-talet förstäderna Slobodden eller Petersburgska förstaden i öster och Viborgska förstaden i norr, på västra hörnet av den så kallade Slottsholmen (som inte ska förväxlas med den lilla holme, på vilken slottet ligger). På södra sidan av Slottsholmen anlades under kejsarinnan Annas regering (1730–40) fästningsverken Kron S:tæ Annæ, vilka numera är övergivna.
Genom den ryska erövringen framkallades väsentliga förändringar i stadens kommunala och merkantila liv. Den miste bland annat sin marknadsplats vid Lappvesstrand (Villmanstrand), där borgarna förut under veckor köpslagit med Karelens bönder, men den bevarade sin betydelse som exporthamn för trälast och som kulturcentrum, med tyska som borgarskapets språk. Efter det så kallade Gamla Finlands förening med storfurstendömet Finland 1811 började en tid av ny utveckling. Viborg blev residensstad i Viborgs län och Viborgs hovrätt inrättades 1839. Genom öppnandet av Saima kanal 1856 och anläggningen av järnvägarna till Sankt Petersburg 1870 och Joensuu 1894 utvidgades handelsområdet. Under Krimkriget gjorde engelsmännen den 1 juli 1855 ett landstigningsförsök. Sedan Viborg kommit i ryska händer förbättrades dess befästningar och mot landsidan anlades några framskjutna verk. Det viktigaste av inloppen, Trångsund, försågs 1864 med ett par batterier och även leden mellan Niemelasaari och Mustasaari spärrades genom några verk på dessa öar. Under första världskriget anlades ytterligare flera befästningar.

### 1900-talet
Under finska inbördeskriget bemäktigade sig de "röda", understödda av ryska trupper, i slutet av januari 1918 Viborg som i tre månader förblev i deras händer, tills Gustaf Mannerheims armé efter sex dagars belägring tog staden med storm 29 april.
Ända till 1918 var staden fästning, omgiven på flera sidor av vallar vilka utgjort ett betydande hinder för dess utveckling. Under finsk tid utgjorde Viborg ett betydande affärscentrum, där handeln på östra Finland koncentrerades. Stadens läge vid Saima kanals södra inlopp gjorde att importvarorna kunde omlastas på mindre fartyg för att vidare befordras till orterna vid Saimen-sjösystemet, medan å andra sidan största delen av trävaruexporten från sågarna vid Saima och från stora delar av Karelen gick över uthamnen Trångsund, omkring 12 km från staden.
Under mellankrigstiden expanderade Viborg starkt och var Finlands näst största stad (86 000 invånare år 1939). Som en följd av Moskvafreden 1940 efter finska vinterkriget tillföll Viborg Sovjetunionen, som visserligen inte erövrat staden under själva kriget, men säkerligen skulle ha gjort det om striderna fortsatt ett par veckor till. Hela befolkningen evakuerades till Finland. Efter utbrottet av fortsättningskriget 1941 återerövrade Finland staden och många av dess invånare flyttade tillbaka, men i krigets slutskede 1944 besatte sovjetiska trupper största delen av stadens område på nytt. Vid Parisfreden 1947 tillföll staden Sovjetunionen. 
Viborg har alltjämt en speciell betydelse i Finland. Finländare besöker staden och en rad finländska initiativ har tagits för att upprusta Viborg. Staden gör sig regelbundet påmind i till exempel finsk litteratur och film. Parken Monrepos fyller en särskild närmast mytologisk roll för många i Finland.
I Viborg etablerades ett honorärt svenskt vicekonsulat 1825, vilket upphöjdes till konsulat 1935 men drogs in 1940 till följd av det politiska skeendet.

## Befolkning

### Befolkningsutveckling
| Befolkningsutvecklingen i Viborg 1897–2021 | Befolkningsutvecklingen i Viborg 1897–2021 | Befolkningsutvecklingen i Viborg 1897–2021 | Befolkningsutvecklingen i Viborg 1897–2021 | Befolkningsutvecklingen i Viborg 1897–2021 |
| ------------------------------------------ | ------------------------------------------ | ------------------------------------------ | ------------------------------------------ | ------------------------------------------ |
|                                            |                                            |                                            |                                            |                                            |
| År                                         |                                            |                                            | Folkmängd                                  |                                            |
| 1897                                       | 1897                                       |                                            | 55 556                                     |                                            |
| 1939                                       | 1939                                       |                                            | 53 878                                     |                                            |
| 1959                                       | 1959                                       |                                            | 50 441                                     |                                            |
| 1970                                       | 1970                                       |                                            | 49 648                                     |                                            |
| 1979                                       | 1979                                       |                                            | 51 841                                     |                                            |
| 1989                                       | 1989                                       |                                            | 54 417                                     |                                            |
| 2002                                       | 2002                                       |                                            | 56 605                                     |                                            |
| 2010                                       | 2010                                       |                                            | 68 144                                     |                                            |
| 2021                                       | 2021                                       |                                            | 83 162                                     |                                            |

## Ekonomi
Viborg är en järnvägsknutpunkt längs järnvägen mellan Helsingfors och Sankt Petersburg. Viktiga industrier är skeppsvarv samt fiske- och trävaruindustri.

## Signaturbyggnader
Av äldre byggnader märks främst slottet, vidare det så kallade Runda tornet på Salutorget. Viborgs bibliotek ritades av Alvar Aalto och uppfördes mellan 1933 och 1935. Biblioteket har förfallit under en längre tid, men renoveringsarbeten har gjorts sedan 1994.
Den lutherska Petri Pauli kyrka och den ortodoxa Kristi förklarings kyrka är båda restaurerade. Utanför den förstnämnda, som har en liten svensk-finsk församling, finns en byst av Mikael Agricola, ursprungligen av Emil Wikström. Bysten avtäcktes den 21 juni 1908, men förstördes under andra världskriget. 1993 lät man gjuta en ny byst, som 2007, under Agricolas jubileumsår, ställdes upp utanför Petri Pauli kyrka.
I staden finns även en staty av Torgils Knutsson, utförd av Ville Vallgren.

## Svenska ståthållare i Viborg
- Åren kring 1318 Efflerus
- Åren 1371–1386 Bo Jonsson (Grip). Slottet styrdes under dennes tid av olika slottsfogdar.
- Åren 1418–1442 Krister Nilsson (Vasa)
- Åren 1442–1448 Karl Knutsson (Bonde)
- Åren 1457–1480 Erik Axelsson (Tott)
- Åren 1480–1483 Lars Axelsson (Tott)
- Åren kring 1483 Ivar Axelsson (Tott)
- Åren 1485–1499 Sten Sture den äldre, som besökte Viborg åtminstone 1485, 1488 och 1496. Slottet styrdes under dennes tid av olika slottsfogdar, vilken den mest kände var Knut Jönsson Posse.
- Åren 1499–1511 Erik Turesson (Bielke)
- Åren 1511–1513 Gunilla Bese
- Åren 1513–1520 Tönne Eriksson (Tott)
- Åren 1520–cirka 1523 Rolof Mattsson
- Åren 1525–1534 Johan av Hoya
- Åren 1534–1545 Nils Grabbe
- Åren 1588–1590 Clas Åkesson (Tott)
- Åren 1602–1617 Arvid Tönnesson Wildeman
- År 1627–1631 Jöns Knutsson Kurck den yngre

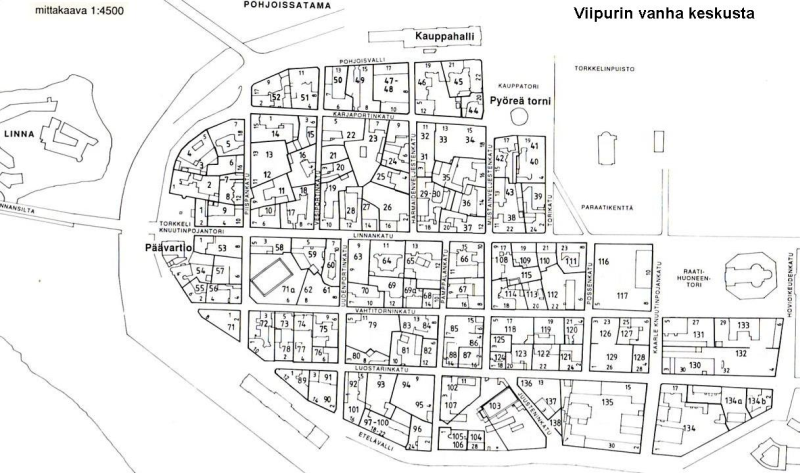
Stadsplan (centrum) före 1939.

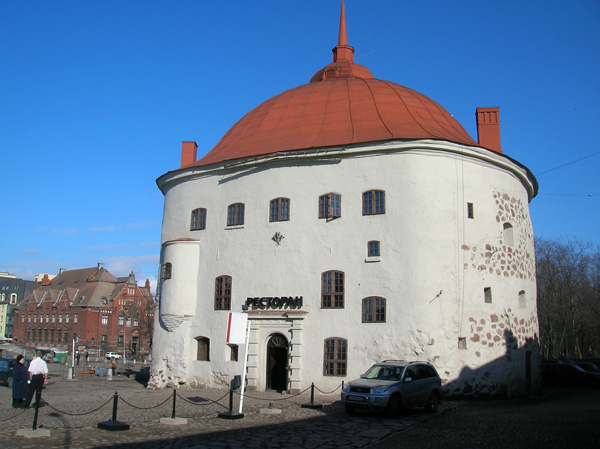
Runda tornet vid Salutorget. I bakgrunden t.v. Finlands Banks f.d. kontor.

## Tidningspress
- Tyskspråkiga:
  - Wiburgs Mancherlay 1821[14]
  - Wiburgs Wochenblatt 1823–1832,[15] efterföljare Sanan Saattaja Wiipurista
- Svenskspråkiga:
  - Wiborgs Annonce Blad 1837–1849[16]
  - Wiborgs Tidning 1854–1855[17]
  - Wiborg 1855–1861[18]
  - Wiborgs Tidning 1867–1881[19]
  - Östra Finland 1875–1899,[20] eterföljare Wiborgs Nyheter
  - Wiborgsbladet 1882–1901[21]
  - Wiborgs Nyheter 1899–1939[22]
- Finskspråkiga:
  - Sanan Saattaja Wiipurista 1833–1841[23]
  - Kanawa 1845–1847[24]
  - Sanan-Lennätin 1855–1858[25]
  - Ilmarinen 1866-1872[26]
  - Ilmarinen 1874-1888[27]
  - Wiipurin Uutiset 1887–1888[28]
  - Wiipurin Sanomat 1884–1901,[29] fortsatte som Wiipurin Sanomat. Supistus
  - Wiipurin Sanomat. Supistus 1901–1909, [30] fortsatte som Viipurin Sanomat
  - Viipurin Sanomat 1910–1918,[31] fortsatte som Karjala
  - Karjala, 1903– (utkommer fortfarande, från 1956 i Villmanstrand)[32]

## Sport i Viborg
Klubbar som tidigare varit aktiva i Viborg, under den finska tiden.
- Pallokerho-35, grundades som Viipurin Pallokerho (ViPK). Idag är klubben aktiv i Vanda.
- Tampereen-Viipurin Ilves-Kissat, grundades i Viborg. Idag är klubben aktiv i Tammerfors.
- Talikkalan Toverit, idag Helsingfors.
- Viipurin Urheilijat, idag Helsingfors.
- Sorvalin Veikot, idag Lahtis.
- Viipurin Palloseura, nedlagd. Men större delen övergick till Hukat i Helsingfors.
- Pelicans, ursprung från Viipurin Reipas.

## Vänorter
- Bodö, Norge
- Villmanstrand (fi: Lappeenranta), Finland
- Ramle, Israel
- Stirling, Skottland, Storbritannien